# Antonin Roques
Antonin Roques poet francez din secolul al XIX-lea. 
Antonin Roques (numele său real fiind Jean Roques) s-a născut în 1810 la Maurs, departamentul Cantal, regiunea Auvergne-Rhône-Alpes din Franța, un poet francez minor, a activat în special ca profesor de limba franceză. 
În anii 1840 a lucrat ca profesor de franceză în Belgia, publicând chiar un curs de limba franceză în colaborare cu Léger Noël. 
Nu se știe prin ce împrejurări a ajuns în România și a lucrat ca profesor de franceză la București. A învățat suficient de bine limba română pentru a scrie (sub pseudonimul Rucăreanu) în limba română o piesă de teatru despre moartea lui Constantin Brâncoveanu. În prezentatea relațiilor culturale franco-române, Nicolae Iorga citează activitatea lui Antonin Roques ca un exemplu pozitiv al acestor relații. 
În paralel cu activitatea sa didactică, Antonin Roques a continuat să scrie poezii în limba franceză, pe care le publica la București. Unul din aceste volume care a produs un impresie mai bună a fost Le nouveau livre de la sagesse (Noua carte a înțelepciunii). Unele poezii ale sale au fost traduse în limba română de Barbu Constantinescu, profesor de istorie bisericească la Facultatea de Teologie din București. 
A tradus în limba franceză poezii ale unor scriitori români. Astfel, în 1879 publică în limba frabceză la Paris, traduceri din poeziile lui Vasile Alecsandri, sub titlul Legendes et Doines. Chants populaires roumains, semnând traducerea Antonin Roques (Rocaresco)  
A murit în 28 Septembrie 1881 la Brive-la-Gaillarde, departamentul Corrèze, regiunea Nouvelle-Aquitaine din Franța.         